# Tacet
Nella notazione musicale, l'espressione tacet (latino: «tace») indica che uno strumento o una voce non deve suonare. Nella polifonia vocale e nelle partiture orchestrali, solitamente, viene applicato a un lungo intervallo di tempo, tipicamente un intero movimento. Nella musica più moderna, come ad esempio nel jazz, tacet tende a marcare pause molto più brevi.

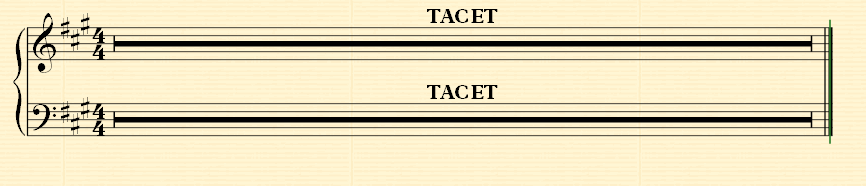
Come appare un tacet su uno spartito

Nelle prime sinfonie era comune escludere gli ottoni o le percussioni da certi movimenti, soprattutto quelli lenti (come il secondo movimento), e il tacet era l'istruzione data nelle partiture eseguite da chi suonava tali strumenti.
È anche comunemente usato nella musica di accompagnamento per indicare quando uno strumento non è presente per una certa porzione dell'esecuzione, ad esempio "Tacet 1ª volta".
Un uso esclusivo di questo termine si ha nella composizione del 1952 4'33" di John Cage, in cui viene indicato un tacet per tutti e tre i movimenti e per tutti gli strumenti. Il pezzo dura un totale di 4 minuti e 33 secondi (come indicato dal titolo) senza che venga suonata alcuna nota (e secondo il compositore l'opera deve essere interpretata non come silenziosa ma come composta dai rumori che si sentono nell'ambiente mentre i musicisti non suonano).